# Bückeburg
Bückeburg este un oraș din landul Saxonia Inferioară, Germania.

## Palatul

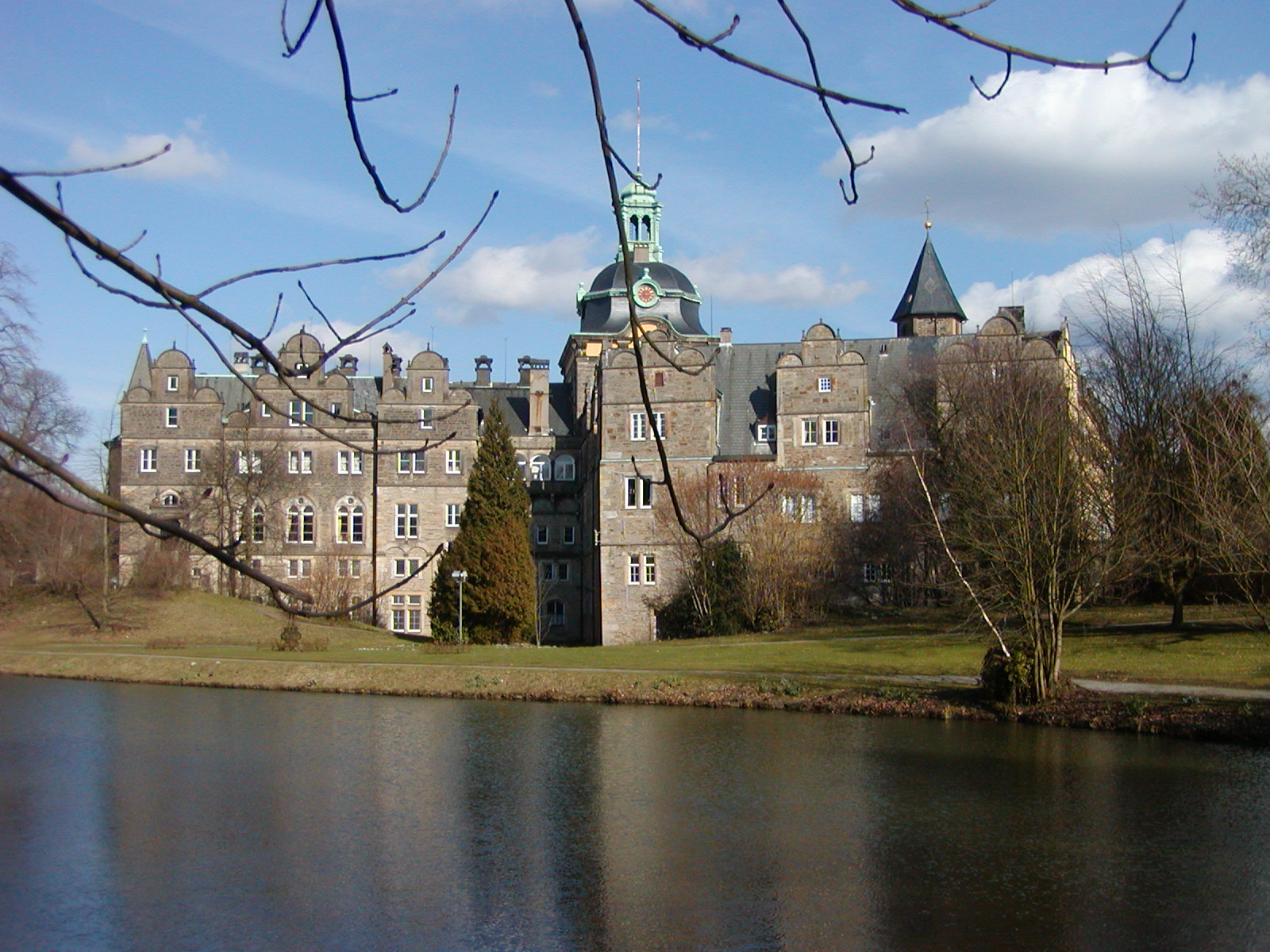
Palatul Bückeburg

Palatul Bückeburg (Schloss Bückeburg) a fost reședința prinților de Schaumburg-Lippe din secolul al XIII-lea. Aceasta este una dintre cele mai bine conservate monumente în stil "Weser-Renaissance" din nordul Germaniei. Deși familia princiară a predat puterea politică în 1918, ei încă mai trăiesc astăzi acolo. Palatul, din care o parte este deschisă pentru public, este un important obiectiv turistic. Istoria clădirii se întinde pe 700 de ani, cele mai importante contribuții fiind din secolele XVI, XVII și XIX.

## Personalități marcante
- Friedrich Accum

1. ↑  Alle politisch selbständigen Gemeinden mit ausgewählten Merkmalen am 31.12.2018 (4. Quartal) (în germană), Statistisches Bundesamt[*], arhivat din original la 10 martie 2019, accesat în 10 martie 2019